# Juan Román Riquelme
Juan Román Riquelme (* 24. červen 1978) je bývalý argentinský fotbalista a reprezentant. Hrál na pozici ofenzivního záložníka. Mimo Argentiny hrál ve Španělsku. Aktivní hráčskou kariéru ukončil v lednu 2015 ve věku 36 let.

## Klubová kariéra
S Boca Juniors třikrát vyhrál Pohár osvoboditelů (2000, 2001, 2007). Roku 2001 byl vyhlášen nejlepším fotbalistou Jižní Ameriky, čtyřikrát se stal fotbalistou roku Argentiny (2000, 2001, 2008, 2011).
Ve Španělsku hrál za kluby FC Barcelona a Villarreal CF. Po návratu do Argentiny působil opět v Boca Juniors a v roce 2014 krátce v Argentinos Juniors.

## Reprezentační kariéra
Zúčastnil se Mistrovství světa hráčů do 20 let 1997 v Malajsii, kde mladí Argentinci vyhráli zlaté medaile po finálovém vítězství 2:1 nad jihoamerickým soupeřem Uruguayí.
Byl členem argentinského olympijského výběru do 23 let, který na LOH 2008 v Pekingu získal zlato po výhře 1:0 nad Nigérií.
V A-mužstvu Argentiny debutoval v roce 1997, šlo o kvalifikační utkání 16. listopadu proti Kolumbii (remíza 1:1). Dostal se na hřiště v 80. minutě.
Získal stříbrnou medaili na mistrovství Jižní Ameriky (Copa América) roku 2007. Hrál i na mistrovství světa 2006 v Německu. Celkem za národní tým odehrál 51 utkání a vstřelil 17 branek.